# Circuit du Vaucluse 1931
Circuit du Vaucluse 1931 je bila trinajsta neprvenstvena dirka v sezoni Velikih nagrad 1931. Odvijala se je 5. julija 1931 v francoskem mestu Avignon. Na isti dan je potekala tudi dirka Grand Prix de la Marne.

## Rezultati

### Dirka
| Poz | Št | Dirkač           | Moštvo    | Dirkalnik    | Krogi | Čas/Odstop |
| --- | -- | ---------------- | --------- | ------------ | ----- | ---------- |
| 1   |    | Frédéric Toselli | Privatnik | Bugatti T37A | 20    | 57:55,2    |
| 2   |    | Jean Langöele    | Privatnik | Bugatti T37A | 20    | +15,8 s    |
| 3   |    | Louis Abit       | Privatnik | Bugatti T37A | 20    | +50,8 s    |
| 4   |    | Maurice Lamy     | Privatnik | Bugatti T37A | 20    | +2:58,8    |
| 5   |    | François Miquel  | Privatnik | Bugatti T35C | 20    | +6:01,2    |
| Ods |    | Pierre Rey       | Privatnik | Bugatti T35C |       |            |